# 高雄市武徳殿

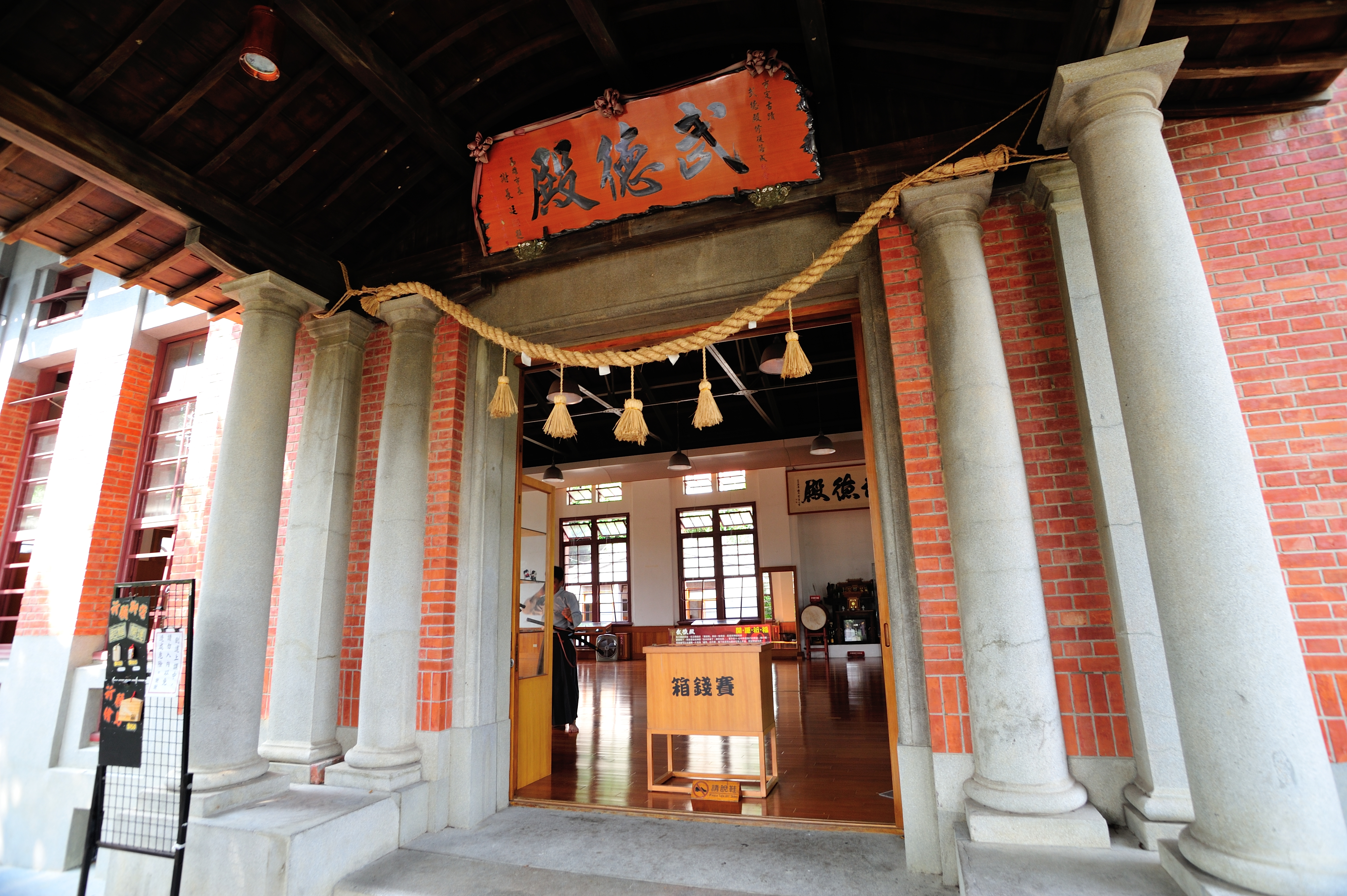
出入口のポーチ。室内の奥には神棚が見える。出入口には賽銭箱まである

高雄市武徳殿（たかおしぶとくでん、中国語: 高雄市武德殿）は台湾の高雄市鼓山区にある武徳殿。武徳殿とは日本による台湾統治の時代において各地に建設された武道鍛錬のための建物の種別名であり、本項目の武徳殿は振武館と名付けられていた。高雄市の市定古蹟としては単に武徳殿として登録されている。
1924年創建で、当時は台湾総督府高雄州警務路（警務部）の武徳会支部の所有であった。武徳殿の運営組織大日本武徳会は縦型の組織割りであったが、高雄の武徳殿は高雄州におかれた各郡支部を統括する「州庁級」の位置づけであったという。戦後は高雄市鼓山小学校（鼓山國小）の管理下に置かれ、職員宿舍として使用されたもののやがて放置され荒れ果てていたが、1999年5月25日公告の市定古蹟となり、2003年から修復工事が行われ翌2004年完了、2005年より社團法人高雄市劍道文化促進會に運営を委託されている。台湾に現存する武徳殿のほとんどが他の用途（文化施設や忠烈祠、さらにはレストランなど）に転用されている一方で、高雄市武徳殿は武道場として利用されるようになっており、日本との親善試合なども行われている。
鼓山小学校の北側に建っているが、出入口のポーチ前にそれを隠すほどの大きなガジュマルも立っている。建物右手の階段をのぼると街路より高いレベルにあるウッドデッキと出入口に至る。全体の姿をみれば近代和風建築に分類される平屋ではあるが、外壁は煉瓦造。入母屋造の平入屋根を戴く。建材の煉瓦は台湾煉瓦株式会社打狗工場製という。ポーチの柱はエンタシスをもつトスカナ式オーダー3本組4セットで、唐破風の屋根を支持する。湿気の多い土地柄ゆえ、換気に気をつかったためか壁面には多くの窓をもつ。内部の小屋組はトラス構造を見せ、内壁や床は先述の2004年完了の工事においてリフォームされている。
住所表記は高雄市鼓山區登山街36號。交通アクセスについて、西子湾駅から出ているバスの文化公社・哈瑪星線に乗りすぐ隣の停留所、武徳殿下車。または高雄駅より、1・31・50・99・248橘線・柴山専車バスで鼓山市場停留所か中山大学停留所下車。